# Гармаш Юрій Тимофійович
Гармаш Юрій Тимофійович (22 лютого 1947, с. Ковалівка, Полтавська область, Українська РСР, СРСР)  — радянський і український кінооператор, оператор-постановник близько 30 художніх фільмів; член Правління Гільдії кінооператорів, член Спілки кінематографістів України, член Європейської асоціації кінооператорів I.M.A.G.O. Заслужений діяч мистецтв України (2008).

## Життєвий шлях
Щоб вступити до ВДІКу, треба було мати два роки робочого стажу за професією. Почав працювати в Харкові: спершу в ляльковому театрі освітлювачем, робітником сцени, потім перейшов на телебачення, працював освітлювачем, помічником, а потім асистентом режисера. З першого разу не вступив, і тільки наступного, 1967 року, прийняли до ВДІКу. Курсову роботу знімали за оповіданням Шукшина «Мікроскоп».
1971 року закінчив ВДІК, майстерню Бориса Волчека. Операторську практику проходив на фільмі «Захар Беркут» Леоніда Осики. Дипломна робота — «Фініш» (режисер Геральд Бежанов).
З 1971 року — оператор Київської кіностудії ім. О. Довженка.
Починав на студії ім. О.Довженка другим оператором і, коли знімався фільм М. Ільїнського «Довіра», на якісь залишки плівки в сусідньому селі Циблі зняв матеріал, який Ільїнський обізвав лубком не захотів навіть додивитися.
Невдовзі його зустрічає на студії Василь Ілляшенко і пропонує подивитись його роботи. Копії дипломного фільму в Юрія Тимофійовича не було, то він показав цей матеріал. Ілляшенко, подивившись ті двісті метрів, одразу сказав: «Будеш у мене оператором фільму „Новосілля“». Після цього запросив і в наступний фільм «Серед літа» (робоча назва: «Без кохання не можна»). А після цієї картини кінооператору рік не давали працювати.
Річ у тім, що в ній було багато кадрів із жовтим і блакитним. Був там, зокрема, епізод: син ішов до матері й ніс в руках букет польових квітів. Було знайдене місце, де стояла стара хата, а біля неї чимала галявина, де квітнув жовтий коров'як. Мати була серед цих квітів, і приходить син з волошками; знову жовтий і синій кольори. Це пояснюється тільки тим, що оператору подобалось зіставлення кольорів  — жовтого з блакитним.
Або таке: матері сняться її сини, одного з яких грав Богдан Ступка. Уві сні на зеленій траві лежить вишитий рушник, по якому повзе змія. Коли дивилися картину в Держкіно, один із керівників цього відомства сказав: «Ми розуміємо, що рушник  — це образ України. Але що ви хотіли цим сказати  — хто повзе по Україні?» Звичайно, після такого звинувачення почався різного роду тиск. Творці фільму зовсім не вкладали такого змісту, який побачили в Держкіно.
Юрію Тимофійовичу після цих подій надходило кілька запрошень знімати, але, як тільки справа доходила до парткому, там забороняли. Так тривало близько року.

## Співпраця зІваном Миколайчуком
|  | Ми з ним трохи були знайомі, але ніяких стосунків не було. Одного разу я йшов коридором першого павільйону, де знімався фільм «Спокута чужих гріхів». Іван сидів загримований на лавці, яі привітався. Він мене зупинив: "Ти Юрко Гармаш? Я бачив твої фільми. Я збираюся знімати «Вавилон ХХ», то я тебе запрошу". Звичайно, це для мене було... Хоча Іван тоді ще не мав режисерських робіт, але я вже знав його як актора, як людину. То мене аж у жар кинуло. Цілковита несподіванка. Працювати з Іваном було дуже цікаво, він не сковував ініціативи, не диктував, як буває часом в інших режисерів, а навпаки, спонукав до співтворчості, до фантазування. |

## Відзнаки та нагороди
- 1979 — Головний приз кінофестивалю «Молодість»
- Всесоюзний кінофестиваль, приз за операторську роботу
- Головний приз кінофестивалю «Золотий витязь»
- Орден Святого Володимира 3 ступеня
- Заслужений діяч мистецтв України (2008)
- Спеціальна відзнака від народного депутата Івана Рибака за сценарій «Тисяча снопів вітру».[3]
- Премія «Золота дзиґа» за внесок у розвиток українського кінематографа (2019)[4]

## Фільмографія
- 1973 — «Новосілля» к/ф., реж. В. Ілляшенко;
- 1974 — «Серед літа» к/ф., реж. В. Ілляшенко;
- 1975 — «Я — Водолаз 2» к/ф., реж. В. Хмельницький, Одеська к/с;
- 1977 — «Алмазна стежка» т/с, 13сер., реж. В. Хмельницький, «Київнаукфильм», «Інтеральянс» (Німеччина);
- 1978 — «Напередодні прем'єри » к/ф., реж. О. Гойда;
- 1979 — «Вавилон ХХ» к/ф., реж. І. Миколайчук.
- 1980 — «Червоні погони» 3 серійний т/ф, реж. О. Гойда;
- 1981 — «Така пізня, така тепла осінь», к/ф., реж. І. Миколайчук;
- 1982 — «Інспектор Лосєв» 3 серійний т/ф, реж. О. Гойда;
- 1982 — «Сто перший», к/ф, реж. В Костроменко, Одеська к/с;
- 1983 — «Останній кінь», к/ф, реж. А. Кудусов, «Таджикфільм»;
- 1983 — «Петля» 3 серійний т/ф, реж. О. Гойда;
- 1985 — «Коні під місяцем», к/ф, оператор КМБ, реж. О. Тулаев, «Таджикфільм»;
- 1985 — «Десь гримить війна» 3 серійний т/ф, реж. А. Войтецький;
- 1986 — «Руда фея» к/ф, реж. В. Коваленко;
- 1988 — «Небилиці про Івана» к/ф, широкий формат, реж. Б. Івченко;
- 1990 — «Ізгой», к/ф, реж. В.Савельев головний приз за кінофільм в Сан-Ремо (Італія);
- 1991 — «Не стріляйте в мене, будь ласка» к/ф, реж. Г. Тарнопольский;
- 1992 — «Короткий подих кохання» к/ф, реж. В.Харченко, продюсер М.Рудинштейн;
- 1993 — «Спосіб вбивства» к/ф, реж. О. Гойда;
- 1997 — «Сьомий маршрут » к/ф, реж. М. Іллєнко;
- 1998 — «Іван Тризна» т/ф, реж. А.Сирих;
- 2000 — «Вибір» т/ф реж. М. Іллєнко, «Вика-ТВ»;
- 2000 — «Таємниці Києво-Печерської Лаври» т/ф, реж. М. Ільїнський;
- 2000 — «Affectus» з серіалу «Чорна кімната» — реж. В. Харченко, REN-TV;
- 2001 — «Невелика подорож на великій каруселі» — к/ф;
- 2002 — «Пасажир з Сан-Франциско» — к/ф, реж. А. Бальчев, «Союзінфільм»;
- 2003 — «Моя рідня», т/с, 16 сер., реж. Д. Фікс, студія «Мотор» для ТНТ;
- 2003—2004 — «Бальзаківський вік, або Всі чоловіки сво…» — т/с, 12 сер., реж. Д. Фикс, «Мотор»;
- 2004—2005 — «Адвокат» — т/с, 10 сер., реж. А. Соколов, И. Максімов, студія «Мотор» для НТВ;
- 2004 — «Завжди говори завжди-2» — т/с, 8 сер., реж. А. Козлов, «Феніксфільм» для РТР;
- 2005 — «Копальня» — т/ф, 8сер., реж. А. Козлов, «Феніксфільм» для НТВ;
- 2005 — «Сповідь» «Опера. Хроніки вбивчого відділу», 1 серія, реж. А. Кудиненко, «Люксфильм»;
- 2005 — «Бальзаківський вік, або Всі чоловіки сво…» — 23-24 сер. реж. Д.Фікс, студія «Мотор» для НТВ;
- 2005—2006 — «Завжди говори завжди-3» — т/с, 8 сер., реж. А. Козлов, «Феніксфільм» для РТР;
- 2006 — «Копальня. Золото Ай-Пачи» — т/ф, 8 сер. реж. А. Козлов, «Феніксфільм» для РТР;
- 2007 — «Садовник» — т/ф-2сер., реж. Олег Фіалко, Film.ua;
- 2007 — «Зимовий вестерн» — т/ф 4 сер., реж. А. Козлов «Фенікс» — Пітерський філіал — для ОРТ;
- 2008 — «Лід у кавовій гущі» — т/ф- 2 сер., реж. Галина Шигаєва. КСТФ;
- 2008 — «Реквієм для свідка» — т/ф — 4 сер., реж. Владимир Крайнев, «Стар Медіа»;
- 2010 — «Російський шоколад» — 24 сер., реж. Дар'я Полторацька, «Кінозавод» для РТР.

## Ролі в кіно
- 2002 «Невелика подорож на Великій каруселі» (Україна, короткометражний)

## Цікаве
- Юрій Гармаш був одним із членів журі V Міжнародного фестивалю аматорського кіно «Кінокімерія», який проходив 15—18 жовтня 2010 року.
- Як показало опитування, проведене Бюро української кіножурналістики (БУК), прізвище Юрія Гармаша було названо в розділах :
  - «Найкращі кінооператори незалежної України»
  - «Найкращі кінооператори за всю історію українського кіно»[5]

## Інше
- Broadcast.Telekritika: Статті

| Кінематографіст | Це незавершена стаття про кінематографіста чи кінематографістку. Ви можете допомогти проєкту, виправивши або дописавши її. |

| українська персоналія | Це незавершена стаття про особу, що має стосунок до України. Ви можете допомогти проєкту, виправивши або дописавши її. |